# 整備補給群 (第2航空団)
第2航空団整備補給群（だい2こうくうだんせいびほきゅうぐん）は、千歳基地に所在する第2航空団隷下の部隊である。

## 概要
第2航空団飛行群に所属する航空機や車両などの点検整備業務および同業務で使用する物品の補給・保管等を任務とする。

## 部隊編成
- 群本部
- 検査隊
- 装備隊
- 修理隊
- 車両器材隊
- 補給隊

## 主要幹部
| 官職名                  | 階級    | 氏名     | 補職発令日     | 前職                                        |
| ----------------------- | ------- | -------- | -------------- | ------------------------------------------- |
| 第2航空団整備補給群司令 | 1等空佐 | 山脇康博 | 2016年01月15日 | 航空幕僚監部装備計画部整備・補給課 総括班長 |

| 代 | 氏名       | 在職期間                                                                    | 前職                                         | 後職                                  |
| -- | ---------- | --------------------------------------------------------------------------- | -------------------------------------------- | ------------------------------------- |
|    | 古賀良一   | 0000年00月00日 - 1960年07月31日                                             |                                              | 航空自衛隊資材統制隊資料部長          |
|    | 寿円正己   | 1960年08月01日 - 1962年07月15日 ※1961年01月19日 第2航空団司令部装備部長兼補 | 航空幕僚監部人事教育部勤務                   | 中部航空方面隊司令部装備部長          |
|    | 古垣親治   | 0000年00月00日 - 1964年07月15日                                             |                                              | 北部航空方面隊司令部装備部長          |
|    | 鮫島光二   | 0000年00月00日 - 1965年07月15日                                             |                                              | 航空自衛隊第1術科学校研究部長         |
|    | 本間豊穂   | 0000年00月00日 - 1967年07月16日                                             |                                              | 北部航空方面隊司令部装備部長          |
|    | 佐藤幸葉   | 0000年00月00日 - 1969年02月16日                                             |                                              | 航空自衛隊幹部学校研究員              |
|    | 吉武康治   | 0000年00月00日 - 1970年07月15日                                             |                                              | 航空自衛隊第3補給処整備部長           |
|    | 斉藤政四郎 | 0000年00月00日 - 1972年07月16日                                             |                                              | 輸送航空団整備補給群司令              |
|    | 豊満富治   | 0000年00月00日 - 1974年07月15日                                             |                                              | 航空自衛隊第2補給処整備部長           |
|    | 久保重男   | 1974年07月16日 - 1976年02月15日                                             | 航空幕僚監部装備部装備課調整班長             | 航空幕僚監部副監察官                  |
|    | 茂呂田暁郎 | 0000年00月00日 - 1977年07月31日                                             |                                              | 航空自衛隊第2術科学校第1教育部長      |
|    | 今村昭八   | 0000年00月00日 - 1979年01月31日                                             |                                              | 航空幕僚監部装備部装備課調整班長      |
|    | 杉中雄     | 0000年00月00日 - 1981年03月15日                                             |                                              | 西部航空方面隊司令部装備部長          |
|    | 杉野秀男   | 1981年03月16日 - 1982年08月01日                                             | 航空自衛隊第1術科学校教務課長                | 航空総隊司令部装備部計画班長          |
|    | 千葉徹也   | 0000年00月00日 - 1984年07月31日                                             |                                              | 航空自衛隊補給本部装備基準部 整備課長 |
|    | 富田武征   | 1984年08月01日 - 1986年03月16日                                             | 航空幕僚監部装備部整備課 整備第1班長         | 航空幕僚監部装備部整備課長            |
|    | 松井宏     | 1986年03月17日 - 1988年03月31日                                             | 航空自衛隊第3補給処企画課長                  | 航空幕僚監部装備部調達課長            |
|    | 大谷廣利   | 1988年04月01日 - 1989年06月29日                                             | 航空幕僚監部装備部装備課計画班長             | 航空自衛隊補給本部第2部長             |
|    | 山田正二   | 1989年06月30日 - 1991年11月30日                                             | 航空自衛隊補給本部勤務                       | 第3航空団副司令                       |
|    | 兒玉秀正   | 1991年12月01日 - 1993年11月30日                                             | 航空幕僚監部副監察官                         | 航空救難団副司令                      |
|    | 小鹿勝見   | 1993年12月01日 - 1995年03月31日                                             | 航空幕僚監部装備部整備課 整備第1班長         | 航空自衛隊第2補給処資材計画部長       |
|    | 原田耕司   | 1995年04月01日 - 0000年00月00日                                             | 航空自衛隊幹部候補生学校総務課長             |                                       |
|    |            | 0000年00月00日 - 0000年00月00日                                             |                                              |                                       |
|    | 山元康     | 0000年00月00日 - 2000年03月31日                                             |                                              | 南西航空混成団司令部装備部長          |
|    | 前谷憲治   | 2000年04月01日 - 2001年11月30日                                             | 航空幕僚監部装備部調達課計画班長             | 航空幕僚監部装備部調達課長            |
|    | 藤井純     | 2001年12月01日 - 2003年07月31日                                             | 航空教育集団司令部装備部装備課長             | 南西航空混成団司令部装備部長          |
|    | 森本哲生   | 2003年08月01日 - 0000年00月00日                                             | 航空幕僚監部人事教育部補任課 人事第1班長     |                                       |
|    |            | 0000年00月00日 - 0000年00月00日                                             |                                              |                                       |
|    | 安川隆廣   | 0000年00月00日 - 2007年08月31日                                             |                                              | 航空幕僚監部技術部技術課長            |
|    | 佐々木望   | 2007年09月01日 - 2009年11月30日                                             | 航空総隊司令部装備部整備課長                 | 航空自衛隊補給本部監察官              |
|    | 清水俊和   | 2009年12月01日 - 2012年03月31日                                             | 航空開発実験集団司令部装備課長               | 航空幕僚監部会計監査室長              |
|    | 田實久志   | 2012年04月01日 - 2013年03月31日                                             | 航空幕僚監部防衛部装備体系課 装備体系第2班長 | 航空幕僚監部装備部補給課長            |
|    | 武田宜久   | 2013年04月01日 - 2016年01月14日                                             | 航空自衛隊幹部学校付                         | 中部航空方面隊司令部装備部長          |
|    | 山脇康博   | 2016年01月15日 -                                                            | 航空幕僚監部装備計画部整備・補給課 総括班長  |                                       |